# Huhebulage
Huhebulage (kinesiska: 呼和布拉格, 呼和布拉格苏木) är en socken i Kina. Den ligger i den autonoma regionen Inre Mongoliet, i den norra delen av landet, omkring 230 kilometer väster om regionhuvudstaden Hohhot.
Genomsnittlig årsnederbörd är 447 millimeter. Den regnigaste månaden är juli, med i genomsnitt 127 mm nederbörd, och den torraste är januari, med 2 mm nederbörd.